# Осада Питерсберга
Осада Питерсберга (англ. Siege of Petersburg) — финальная стадия Гражданской войны в Америке, серия сражений вокруг города Питерсберг (штат Виргиния), которые длились с 9 июня 1864 по 25 марта 1865 года (Или по 3 апреля).
После принятия командования Грант избрал своей стратегией постоянное, непрерывное давление на своего противника, не считаясь ни с какими жертвами. Несмотря на возрастающие потери он упрямо продвигался на юг, с каждым шагом приближаясь к Ричмонду, но в сражении при Колд-Харбор генерал Ли сумел его остановить. Не сумев взять позиции противника в лоб, Грант нехотя отказался от своей стратегии «не маневрировать» и перебросил свою армию под Питерсберг. Ему не удалось захватить город с налёту, он был вынужден согласиться на долгую осаду, но и для генерала Ли ситуация оказалась стратегическим тупиком — он фактически попал в капкан, не имея никакой свободы манёвра. Боевые действия свелись к статичной окопной войне. Осадные линии федеральной армии были прорыты к востоку от Питерсберга, и оттуда они медленно тянулись на запад, перерезая одну дорогу за другой. Когда пала Бойдтонская дорога, Ли был вынужден покинуть Питерсберг. Таким образом, осада Питерсберга представляет собой множество локальных сражений — позиционных и манёвренных, целью которых было захват/удержание дорог, или захват/удержание фортов или отвлекающие манёвры.
Этот период войны также интересен самым массовым применением «цветных отрядов», набранных из негров, которые понесли тяжёлые потери в сражениях, особенно в бою у воронки и сражении при Чаффинс-Фарм.

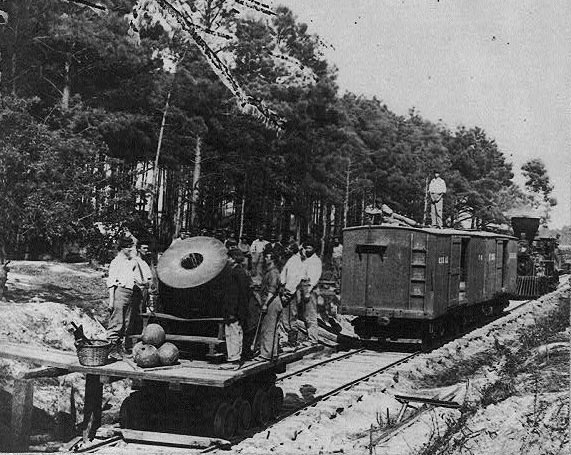
13-дюймовая мортира «Диктатор» во время осады Питерсберга, 1865 г.

## Силы сторон
В начале кампании генерал Грант имел в распоряжении две армии: Потомакскую армию генерала Мида и Армию Джеймса под командованием генерала Бенжамина Батлера.
Потомакская армия генерал-майора Джорджа Мида:
- II корпус генерал-майора Уинфилда Хэнкока. Дивизии Дэвида Бирни, Джона Гиббона и Фрэнсиса Бэрлоу.
- V корпус генерал-майора Говернора Уоррена, дивизии Чарльза Гриффина, Ромейна Айреса, Сэжмуээля Кроуфорда и Лизандера Катлера.
- VI корпус генерал-майора Горацио Райта, дивизии Дэвида Рассела, Томаса Нейла и Джеймса Рикетта. (В июле 1864 уведён под Вашингтон)
- IX корпус генерал-майора Эмброуза Бернсайда, дивизии Джеймса Лидли, Роберта Поттера, Орландо Уилкокса и Эдварда Ферреро(негритянская)
- кавкорпус Филипа Шеридана, дивизии Альфреда Торберта, Дэвида Грэгга и Джеймса Вильсона.

Армия Джеймса, ген-майор Бенжамин Батлер:
- X корпус бригадного генерала Альфреда Терри; дивизии Роберта Фостера и Адальберта Эймса.
- XVIII корпус генерал-майора Вильяма Смита; дивизии Вильяма Брукса, Джона Мартиндейла и Эдварда Хинкса(негритянская)
- Кавдивизия Августа Кауца.

Армия Конфедерации состояла собственно из Северовирджинской армии генерала Ли и неорганизованной разновозрастной группы в 10 000 человек под командованием Борегара, которая обороняла Ричмонд.
Северовирджинская армия состояла из четырёх корпусов:
- I корпус генерал-лейтенанта Ричарда Андерсона; дивизии Джорджа Пикетта, Чарльза Филда и Джозефа Кершоу.
- II корпус ген-лейтенанта Джубала Эрли(находилась в долине Шенандоа и под Питерсбергом задействована не была)
- III корпус ген-лейтенанта Эмброуза Хилла; дивизии Генри Хета, Кадмуса Уилкокса и Вильяма Махоуна.
- Кавкорпус ген-майора Уэйда Хэмптона, дивизии Фицхью Ли и Руни Ли.

Во время первого штурма 15 000 северян действовали против 5400 солдат Борегара. 18 июня федералы имели 67 000 против 20 000. Наиболее типичными были сражения середины июля, когда под Питерсбергом северяне имели 70 000 против 36 000, а под Ричмондом 40 000 против 21 000.
Федеральная армия несла колоссальные потери за всё время наступления на юг, но она быстро получала пополнения и снаряжение. Одним из источников пополнений стало массовое использование негров. К концу осады Грант имел 125 000 человек, которых и задействовал в Аппоматоксской кампании. Армия Ли наоборот, имела трудности с восполнением потерь, которые несла в сражениях и от дезертирства.

## Сражения 1864 года

### Первое сражение при Питерсберге
Первое сражение при Питерсберге (First Battle of Petersburg) представляло собой неудачную атаку федеральной армии позиций армии Конфедерации под Питерсбергом 9 июня 1864 года. Так как среди защитников Питерсберга было много молодёжи и стариков, это сражение иногда называют «Битвой юношей и стариков».
9 июня армии Ли и Гранта стояли друг против друга у Колд-Харбора. В то же время генерал-майор Бенжамин Батлер находился в Бермуда Хандред, к востоку от Ричмонда, надеясь отвлечь генерала Ли атакой на столицу Конфедерации. Батлер понимал, что железнодорожное снабжение Ричмонда идёт через Питерсберг, и захват Питерсберга перережет пути снабжения армии Ли.
Батлер собрал примерно 4500 единиц пехоты и кавалерии против 2500 защитников Питерсберга. Пехота Батлера устроила демонстрацию восточнее города, в то время как кавалерийская дивизия генерала Август Кауца пыталась ворваться в Питерсберг с юга по Иерусалимской дороге. Эта атака была отбита городским ополчением, набранном в основном из подростков и стариков. Батлер отступил. С 14 по 17 июня Потомакская армия Гранта двинулась на восток и пересекла Джеймс-ривер. Они направились к Питерсбергу, чтобы поддержать новые атаки Батлера. Эти перегруппировки привели ко Второму сражению при Питерсберге.

### Второе сражение при Питерсберге

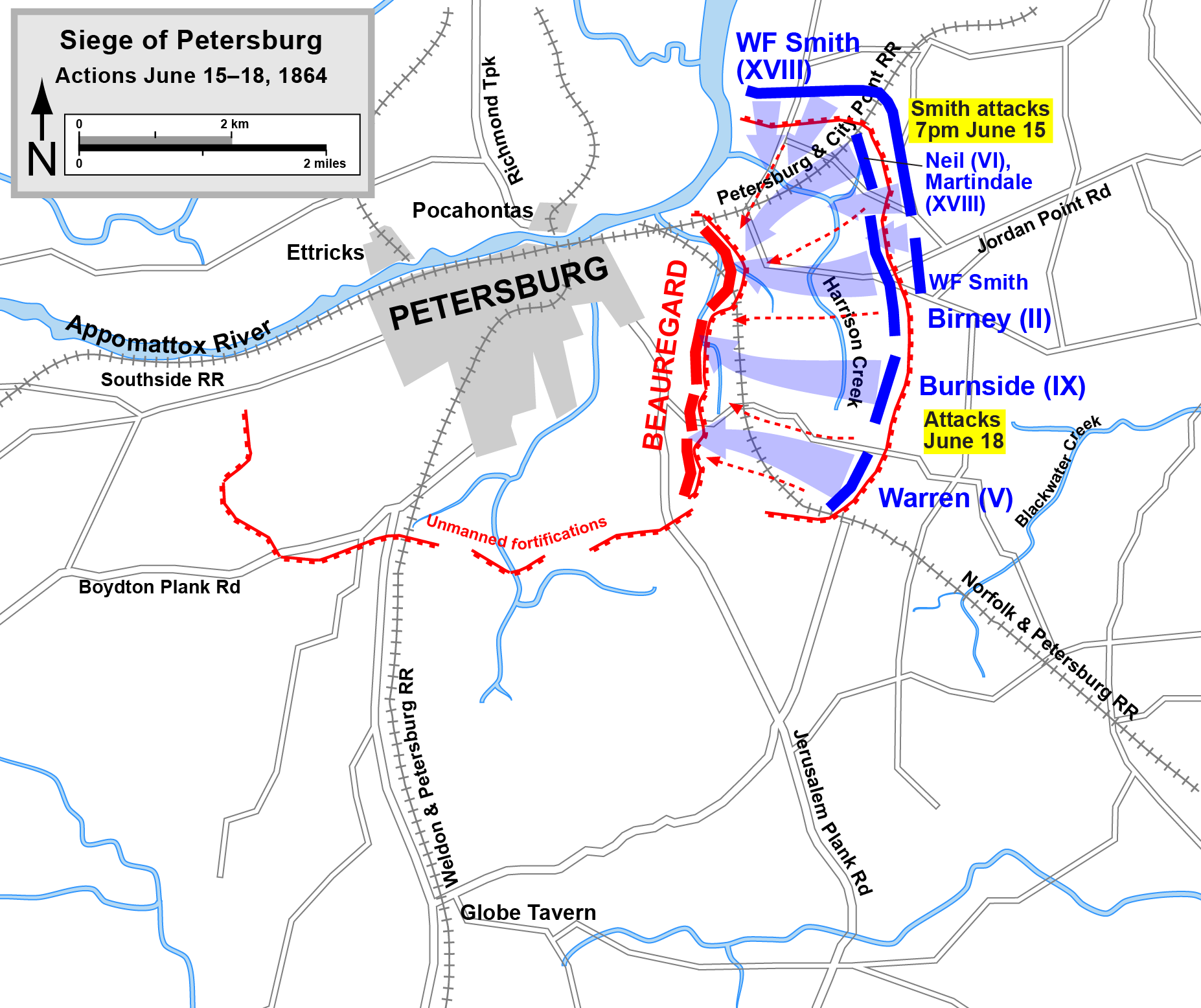
Осада Питерсберга, 15-16 июня 1864

Второе сражение при Питерсберге (Second Battle of Petersburg) — сражение, так же известное как штурм Питерсберга(Assault on Petersburg) стало попыткой федеральной армии одним ударом захватить Питерсберг до подхода армии Конфедерации. Провал этой атаки привёл к осаде Питерсберга, которая длилась 10 месяцев.
Осознав невозможность прямого движения на Ричмонд, Грант начал перебрасывать армию на восток, на усиление отрядов Батлера, штурмующих Питерсберг. Первым подошёл 18-й корпус Уильяма Смита. У него были шансы на удачную атаку, но он затягивал с её началом, потерял много времени и в итоге части армии Ли успели войти в город. Наконец, Смит двинулся в наступление, но смог взять только первую линию траншей. 16 июня подошёл II-й корпус Хэнкока и штурмом взял вторую линию. Затем явился IX-й корпус и взял третью линию. Однако дальше продвинуться не удалось, а армия Ли уже была в городе.
Несмотря на поддержку 5-го корпуса, федеральные атаки 18 июня были отбиты с большим потерями. Полковник Джошуа Чемберлен, который командовал бригадой в составе 5-го корпуса, был ранен так тяжело, что попал в газетные некрологи. Чемберлен пережил ранения и вернулся к своей бригаде. Прямо на поле боя генерал Грант присвоил ему звание бригадного генерала за храбрость.
Федеральная армия продолжала атаки 17 и 18 июня, но безуспешно. Прибыл Грант и велел прекратить бесполезные попытки — после Колд-Харбора он старался по возможности воздерживаться от штурмов укреплённых позиций. Шанс захватить город был упущен, но армия Конфедерации не смогла предотвратить осаду, которая в итоге продлилась до апреля 1865 года.

### Первое сражение при Римс-Стейшн
Первое сражение при Римс-Стейшн (First Battle of Ream’s Station) — произошло 29 июня. Войска Конфедерации под командованием генерал-майора Вильяма Махоуна и бригадного генерала Фицхью Ли разбили федеральный отряд, совершавший рейд на железные дороги Конфедерации.
В июне 1864 года федеральная дивизия под командованием бригадного генерала Августа Кауца проникла в южную Вирджинию и приступила к разрушению Велдонской железной дороги. 29 июня дивизия подошла к Римс-Стейшн — станции к югу от Питерсберга. Предполагалось, что станция занята федеральной пехотой. Однако, прибыв к станции, Кауц обнаружил там конфедеративную пехотную дивизию Вильяма Махоуна. Тут же, у станции, к Кауцу присоединилась федеральная дивизия Вильсона, которую преследовала кавалерия Руни Ли. В итоге обе дивизии оказались фактически в окружении.
Около полудня Махоун повёл пехоту во фронтальную атаку, а кавалерия Фицхью Ли атаковала левый фланг противника. Вильсон и Кауц были вынуждены быстро отступать, уничтожив обозы и артиллерию.
Атаки вынудили федералов разделиться: Вильсон стал отступать на юго-запад по Стэж-Роуд и через Ноттовей-Ривер, а Кауц двигался на юг и восток и к закату достиг федеральных позиций под Питерсбергом. Вильсон продолжал двигаться на восток к реке Блэкуотер потом повернул на север и предположительно достиг федеральных позиций у Лайт-Хаус 2-го июля. За свой рейд Вильсон и Кауц испортили более 60 миль железнодорожного полотна, временно нарушив ж/д движение, но добились этого ценой потери многих людей и лошадей.

### Первое сражение при Дип-Боттоме
Первое сражение при Дип-Боттоме (First Battle of Deep Bottom) произошло 27-29 июля 1864 у Дип-Боттома, которое представляет собой местность у реки Джеймса возле Ричмонда, где река течёт в крутых, обрывистых берегах, и где пролегал один из путей снабжения армии Конфедерации.
В ночь на 27 июля 2-й федеральный корпус и две дивизии кавалерии Фила Шеридана под общим командованием Уинфилда Хэнкока перешла на северный берег реки Джеймса. Эта демонстрация была задумана для отвлечения сил противника от места атаки, запланированной 30 июля(«бой у воронки»). Попытки северян захватить позиции противника на высотах Ньюмаркет и у Фасселс-Милл не удались; южане перебросили подкрепления и провели несколько контратак. В ночь на 29 июля федералы переправились на свою сторону реки, оставив гарнизон в предмостовом укреплении у Дип-Боттом.

### Бой у Воронки
Федеральное командование старалось избежать статичной окопной войны и ухватилось за идею, предложенную пенсильванскими шахтёрами: было решено подвести подкоп под укрепления противника и взорвать там пороховую мину. Операцию осуществлял 2-й корпус генерала Бернсайда. Его люди сумели прорыть туннель длиной 150 метров и натренировать специальную дивизию, но в последний день Мид внёс в план свои коррективы и в результате атака 30 июля провалилась с колоссальными потерями. Ответственность легла на Бернсайда и генерала Лидли, которых отстранили от командования.

### Второе сражение при Дип-Боттоме
Второе сражение у Дип-Боттоме (Second Battle of Deep Bottom) произошло 14-20 августа 1864. После боя у воронки федеральная армия две недели не проявляла активности, и только 14 августа Грант решился на очередную диверсию против коммуникаций противника. Желая выманить армию Ли из Питерсберга, Грант осуществил обманный манёвр в сторону Ричмонда, использовав 10 и 2 корпуса и кавалерию Дэвида Грэгга.
Федеральные части под командованием Уинфилда Хэнкока, Дэвида Бирней и Дэвида Грэгга начали переправляться через реку. В ожидании паровых катеров солдаты столпились на южном берегу реки Джеймса, страдая от палящего летнего солнца. Из-за организационных накладок 16 катеров начали переправу только ночью. 15 000 человек было переправлено на северный берег реки, где оперативно высадить их оказалось невозможно из-за отсутствия причалов. В итоге стремительный бросок не удался и переправа затянулась до самой середины дня 14 августа. Люди сходили на берег по трапу, что сильно тормозило высадку.
Когда федеральные отряды пересекли реку, они натолкнулись на окопавшуюся армию Конфедерации численностью около 8000 человек. Южане не выдержали удара вдвое превосходящих сил противника и стали отходить к высотам Ньюмаркет и к реке Бэйлис-Крик. Но развить успех федералам не удалось, их боевой дух упал от понесённых потерь, а также от жары — температура в тот день поднялась до +38 градусов (100 по Фаренгейту). В итоге, несмотря на численное превосходство, генерал Филд был вынужден отвести армию к реке, а затем, 20 августа, и вовсе переправить её на южный берег.
Потери федеральной армии составили около 2900 человек, в основном по причине теплового удара. Южане потеряли примерно 1300. Генерал Конфедерации Джон Чэмблисс был убит в бою на Чарльз-Сити-Роуд. Его одноклассник по Вест-Пойнту, федеральный генерал Дэвид Грэгг, вынес тело Чэмблисса с поля боя и позже переправил через линию фронта к его вдове. Как и первое сражение при Дип-Боттоме, федеральные атаки были отбиты незначительными силами противника. Однако, события заставили генерала Ли перебросить бригаду с Питерсберга и три полка из Бермуда-Хандред.

### Сражение при Глоб-Таверн
Сражение у Глоб-Таверне (Battle of Globe Tavern) иначе известное как Второе Сражение на Велдонской дороге (Second Battle of the Weldon Railroad) происходило 18-21 августа 1864 года. В результате этого сражения южане потеряли контроль над важной Велдонской дорогой.
В то время как 2-й корпус был занят в боях при Дип-Боттоме, Грант приказал наступать 5-му корпусу генерала Говернора Уоррена. 18 августа Уоррен подошёл к велдонской дороге и выбил оттуда пикеты конфедератов. По его приказу дивизия Чарльзя Гриффина начала уничтожать железнодорожное полотно. Генерал Ли сразу же отправил на защиту дороги 3-1 корпус Эмброуза Хилла. Хилл направил против Уоррена дивизию Генри Хета, а сам атаковал дивизию Ромейна Эйри. Северяне отошли и окопались.
19 августа дивизия Вильяма Махоуна атаковал дивизию Сэмуэля Кроуфорда, заставив отступить его фланг. Уоррен подтянул подкрепления и провёл контратаку. К концу дня федералам удалось вернуть почти все утраченные позиции. 20 августа дивизия Уоррена закрепилась фронтом вокруг Глоб-Таверна в форме буквы «L».
На следующий день Хилл попробовал взять новые позиции Уоррена. Части трёх дивизий пошли в атаку на федеральные укрепления, но был отбиты. На участке, где укрепления образовывали угол, дивизия Джонсона Хэгуда сумела прорвать оборону противника, но едва не оказалась отрезана и отступила.
В результате южане потеряли Велдонскую железную дорогу и теперь ближайшей ж/д станцией стала Стоуни-Крик в 30 милях от Питерсберга, откуда грузы пришлось доставлять в город на телегах.
21 августа в боях у Глоб-Таверна погиб генерал Конфедерации Сандерс.
Федеральная армия добилась первой однозначной победы за всё время осады Питерсберга. Грант разрушил Велдон и протянул линии укреплений до Глоб-Таверна. Федеральное командование хотело установить контроль над всей дорогой, поэтому 2-й корпус, неудачно воюющий под Дип-Боттомом, был отозван Грантом и послан разрушать велдонскую дорогу, что привело ко Второму сражению у Римс-Стейшн.

### Второе сражение при Римс-Стейшн
Второе сражение у Римс-Стейшен произошло 25 августа 1864 года на территории округа Динвидди. 24 августа 2-й федеральный корпус двинулся на юг по Велдонской железной дороге, уничтожая полотно. Впереди шла кавалерийская дивизия Дэвида Грэгга. 25 августа отряд конфедератов под командованием Генри Хета штурмом взяли позиции противника у Римс-Стейшн, захватив 9 орудий, 12 знамён и множество пленных. Генерал Хэнкок отвёл войска к основным позициям на Иерусалимской дороге.
Между тем на западном театре боевых действий генерал Шерман 2 сентября вступил в Атланту.

### Сражение у Чаффинс-Фарм
Грант решил нанести двойной удар: на Ричмонд и Питерсберг одновременно. Атака на укрепления Ричмонда началась 29 сентября в районе Чаффинс-Фарм и представляла собой атаку на высоты Ньюмаркет и на форт Харрисон. Федеральному генералу Батлеру удалось оттеснить противника и занять форт Харрисон, но ценой тяжёлых потерь — в боях 29-30 сентября его армия потеряла 4150 человек. Корпус Эвелла, защищавший Ричмонд, потерял 1750 человек. Однако, потеря форта Харрисон создавала серьёзную опасность для Ричмонда.

### Сражение при Пиблс-Фарм
Сражение у Пиблс-Фарм (Battle of Peebles' Farm) произошло 30 сентября западнее Питерсберга.
Пока Батлер наступал на Ричмонд у Чаффинс-Фарм, с запада началось наступление на Питерсберг у Пиблс-Фарм. Его осуществляли 5-й корпус генерал-майора Уоррена и кавалерийская дивизия Дэвида Грэгга. Их поддерживали части 9 и 2 корпуса.
Грант поставил перед Уорреном две задачи. Первая: оттянуть силы противника от форта Харрисон, где сейчас под контратаками находился генерал Батлер. Вторая: максимально результативно использовать преимущества, которые давала переброска частей армии Ли на правый фланг. Уоррен должен был захватить укрепления у Бойдтонской дороги, по которой шло снабжение города от станции Стоуни-Крик. Захватив укрепления, северяне могли прорыть линии траншей на восток, соединившись с траншеями у Глоб-Таверн.
30 сентября, в тот самый день когда Ли приказал отбить форт Харрисон, Уоррен и Грэгг двинули свои части по Поплар-Спрингс-Роуд к позициям на Беличьей Дороге(в район Пиблс-Фарм и церкви Поплар-Спрингс).
Генерал Ли как раз снял часть сил с этого участка и перебросил их к форту Харрисон — в частности, всю «лёгкую дивизию» под командованием Кадмуса Уилкокса. Теперь северяне шли на заметно ослабленный корпус генерала Хилла. Около 13:00 генерал Чарльз Гриффин повёл войска в атаку на противника в районе Поплар-Спрингс-Черч. Гриффин быстро захватил форт Арчер на крайнем фланге армии Конфедерации, в результате чего вся линия обороны южан по Беличьей дороге рухнула. Уоррен приостановил наступление, чтобы закрепиться на новых позициях и не отдаляться слишком сильно от 9 корпуса.
Атака Уоррена заставила генерала Ли вернуть Лёгкую Дивизию на исходные позиции. Федеральный 9 корпус (генерала Джона Парке) встал слева от Уоррена, но не установил связи с флангом 5-го корпуса. В 16:30 Хет провёл контратаку, опрокинул 9-й корпус и захватив в плен целую бригаду противника. Уоррен лично отправился навести порядок в 9-м корпусе и ему удалось приостановить атаку Хета. На этом закончился день.
На следующий день Хет повторил атаку, но она была отбита, как и атака Уэйда Хэмптона. 2 октября федеральные позиции получили подкрепления в виде дивизии Джерсома Мотта. Мотт двинул свои части в атаку на Бойдтонскую дорогу, и быстро ворвался в форт McRae, но добраться до Бойдтонской дороги ему не удалось.
Южане потеряли укрепления на обеих концах своей линии. Федеральная армия протянула траншеи до района Пиблс-Фарм, придвигаясь всё ближе к своей конечной цели: Бойдтонской дороге. Федеральная армия надёжно окопалась, и в конце месяца 2-й корпус сделал попытку перерезать Бойдтонскую дорогу, что привело к Сражению на Бойдтонской дороге.

### Сражение при Фэир-Оакс и Дэрбитаун-роад

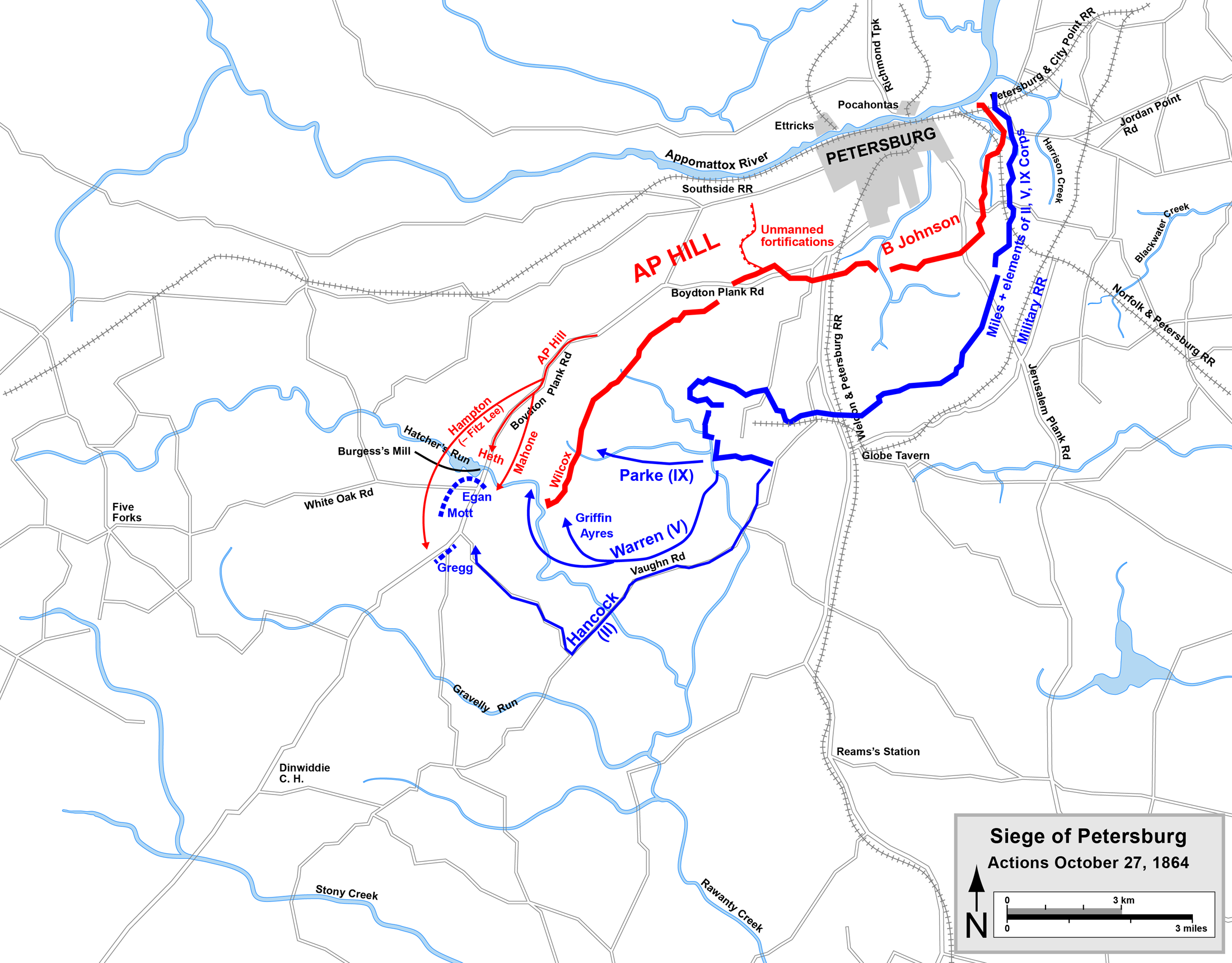
Осада Питерсберга, 27 октября

Сражение при Фэр-Оксе и Дэрбитаунской дороге (Battle of Fair Oaks & Darbytown Road), известное так же как второе сражение при Фэр-Оксе, произошло 27-28 октября 1864 года.
В то время как 2-й корпус Хэнкока двигался к Бойдтонской дороге, генерал Батлер направился с 10-м корпусом на позиции противника вдоль Дэрбитаунской дороги. 18-й корпус двинулся на север к Фэр-Оаксу, где был неожиданно атакован дивизией Чарльза Филда. В этом бою 18-й корпус потерял 600 человек пленными. Ричмондские укрепления выстояли. Наступление Гранта к северу от реки Джеймса также было легко отражено. Северяне потеряли около 1603 человек, южане всего 100.

### Сражение за Бойдтонскую дорогу
Сражение на Бойдтонской дороге (Battle of the Boydton Plank Road), известное так же как сражение при Берджес-Милле или Первое при Хэтчерс-Ране, произошло 27-28 октября как продолжение сражения при Пиблс-Фарм и представляло собой очередную попытку федеральной армии перерезать Бойдтонскую дорогу. В сражении при Пиблс-Фарм федеральный V-й корпус сумел захватить участок укреплённых позиций противника в районе Хэтчерс-Ран. Теперь в этот район был послан весь II-й корпус, дивизии V-го и IX-го корпусов и кавалерия Дэвида Грэгга.
27 октября Хэнкок пересёк реку Хэтчерс-Ран, оттеснил пикеты конфедератов и начал обходить левый фланг противника. Дивизия Мотта перешла Бойдтонскую дорогу и атаковала кавалерию Уэйда Хэмптона, угрожая отрезать её от основных сил. Генерал Хилл быстро отреагировал на эту опасность, однако, из-за плохого состояния здоровья передал управление корпусом генералу Генри Хету. Хет выставил против Хэнкока две дивизии, но они не смогли сдержать наступающего противника.
В это время на поле боя лично явились Мид и Грант. Мид заметил разрыв между корпусом Хэнкока и 2-м федеральным корпусом. Мид решил, что продолжение атаки создаст опасность окружения II-го корпуса, поэтому приказал Хэнкоку остановиться. V-й корпусу Кроуфорда было приказано установить связь с II-м корпусом, но Кроуфорд застрял в густых лесах. В это время Грант лично провёл рекогносцировку позиций противника, попал под обстрел и пришёл к выводу, что оборона на этом участке слишком сильна, поэтому наступление необходимо прекратить. Между тем Хэнкок, не дождавшись дивизий Кроуфорда, стал отходить к переправе через Хэтчерс-Ран, но обнаружил, что переправа занята кавалерией Конфедерации. Случилось то, чего Мид и опасался — корпус оказался отрезан на северной стороне реки.

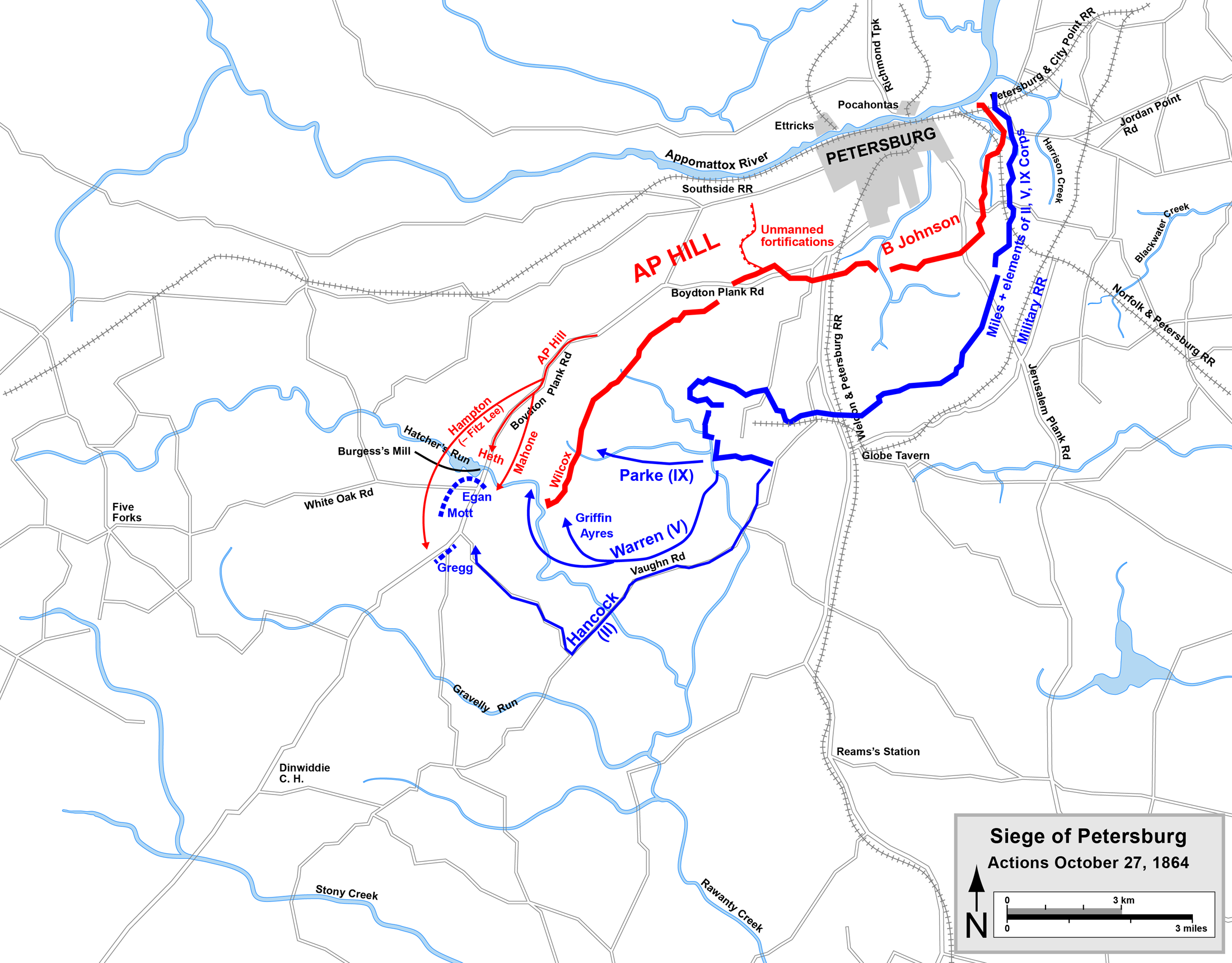
Осада Питерсберга, 27 октября

В сложившейся ситуации Хет и Хэмптон увидели редкую возможность уничтожить весь II-й федеральный корпус. У Хэнкока оставался один возможный путь отступления — Дэбней-Милл-Роуд — и Хет нацелился на неё. В конце дня дивизия Вильяма Махоуна прошла через тот самый лес, в котором увязла дивизия Кроуфорда, и захватила дорогу, а кавдивизия Руни Ли двинулась в тыл Хэнкока.
Махоун так глубоко обошёл фланг противника, что федеральная дивизия Томаса Эгана была вынуждена изменить весь фронт. Хэнкок оказался под ударом с трёх сторон и без путей отступления. Однако, в отличие от второго сражения при Римс-Стейшн, корпус не впал в панику, и Хэнкок взял инициативу в свои руки. Теперь уже Махоун так увлёкся атакой, что его дивизия оказалась под угрозой окружения. Хэнкок приказал атаковать оба фланга армии Конфедерации. Хэмптон не смог сдержать федеральную кавалерию и Грэгг сумел присоединиться к атакующим Махоуна частям. Теперь уже южане оказались под угрозой окружения и стали отходить к Бойдтонской дороге. Хэнкок вернулся на свои позиции на Бойдтонской дороге, и Грант предоставил ему самому решать, стоит ли там оставаться или отойти назад. Хотя Хэнкок и отбил атаки противника, его положение оставалось ненадёжным. Он решил отойти и ночью отвёл войска на исходные позиции.
На исходе октября войска приготовились к зимовке. Конфедераты продолжали удерживать Бойдтонскую дорогу всю зиму. Хэнкоку удалось одержать тактическую победу над южанами Генри Хета, частично отыгравшись за поражение при Римс-Стейшн.
До конца года на фронтах вокруг Питерсберга не происходило ничего примечательного.
Сражение за Бойдтонскую дорогу стало последним в карьере двух знаменитых генералов Союза. В ноябре Уинфилд Хэнкок подал в отставку в связи с осложнениями, вызванными раной, полученной при Геттисберге. В январе 1865 неожиданно подал в отставку Дэвид Грэгг — он сослался на то, что слишком долго пробыл вдали от дома. Мид передал командование своему начальнику штаба, Эндрю Хэмфрейзу, и продолжил атаки на Бойдтонскую дорогу в феврале 1865 года.

## Сражения 1865 года

### Сражение за форт Стэдман
Сражение за форт Стедман 25 марта 1865 года длилось четыре часа и окончилось ничем. В ходе сражения федеральная армия потеряла 1044 человека (72 убитыми, 450 ранеными и 522 пропавшими без вести), а Северовирджинская армия около 4000 (600 убитыми, 2400 ранеными, 1000 пропавшими без вести). Позиции армии Юга оказались ослаблены, и потери было нечем восполнить. После этого сражения разгром Северовирджинской армии стал вопросом времени. Последняя возможность прорвать кольцо окружения оказалась упущена.

## Последствия
2 апреля 1865 года генерал Грант приказал начать генеральную атаку укреплений Питерсберга силами нескольких корпусов, и ему удалось осуществить прорыв на участке корпуса Эмброуза Хилла. Генерал Хилл погиб в ходе этого прорыва. Только героическая оборона форта Грегг позволила генералу Ли удержать Питерсберг в тот день. После наступления темноты Ли предложил президенту Дэвису эвакуировать Питерсберг и Ричмонд. 3 апреля Северовирджинская армия, численностью около 30 000 человек, начала отступать от Ричмонда на запад.